# Olympische Sommerspiele 1972/Teilnehmer (Senegal)
| Gelbes Symbol für Goldmedaillen mit stilisierten Olympischen Ringen | Graues Symbol für Silbermedaillen mit stilisierten Olympischen Ringen | Braundes Symbol für Bronzemedaillen mit stilisierten Olympischen Ringen |
| ------------------------------------------------------------------- | --------------------------------------------------------------------- | ----------------------------------------------------------------------- |
| —                                                                   | —                                                                     | —                                                                       |

Senegal nahm an den Olympischen Sommerspielen 1972 in München mit einer Delegation von 38 männlichen Athleten an 23 Wettkämpfen in fünf Sportarten teil. Es konnte keine Medaille gewonnen werden. Fahnenträger bei der Eröffnungsfeier war der Ringer Robert N’Diaye.

## Teilnehmer nach Sportarten

### Basketball
- 15. Platz
- Doudas Leydi Camara
- Joseph Diandy
- Moustafa Diop
- Papa Malick Diop
- Cheikh Amadou Fall
- Alioune Badara Guèye
- Sylvestre Lopis
- Abdourahmane N’Diaye
- Pierre Martin Sagna
- Babacar Seck
- Assane Thiam
- Boubacar Traoré

### Boxen
- Abdou Fall
- Oumar Fall
- Abdou Faye
- Pierre Amont N’Diaye

### Judo
- Xavier Boissy
- Jonas Cissé
- Mohamed Dione
- Abdoulaye Djiba
- M’Bagnick M’Bodj
- Babacar Sidibé

### Leichtathletik
- Daniel Andrade
- Omar Ba
- Mansour Dia
- Samba Dièye
- Christian Dorosario
- Amadou Gakou
- Malang Mané
- Jean-Pierre Mango
- Momar N’Dao
- Abdoulaye Sarr
- Abdou Mamadou Sow
- Barka Sy

### Ringen
- Alioune Camara
- Ibrahim Diop
- Arona Mané
- Robert N’Diaye